# Adrenalektomia
Adrenalektomia – zabieg operacyjny polegający na chirurgicznym usunięciu nadnercza. 

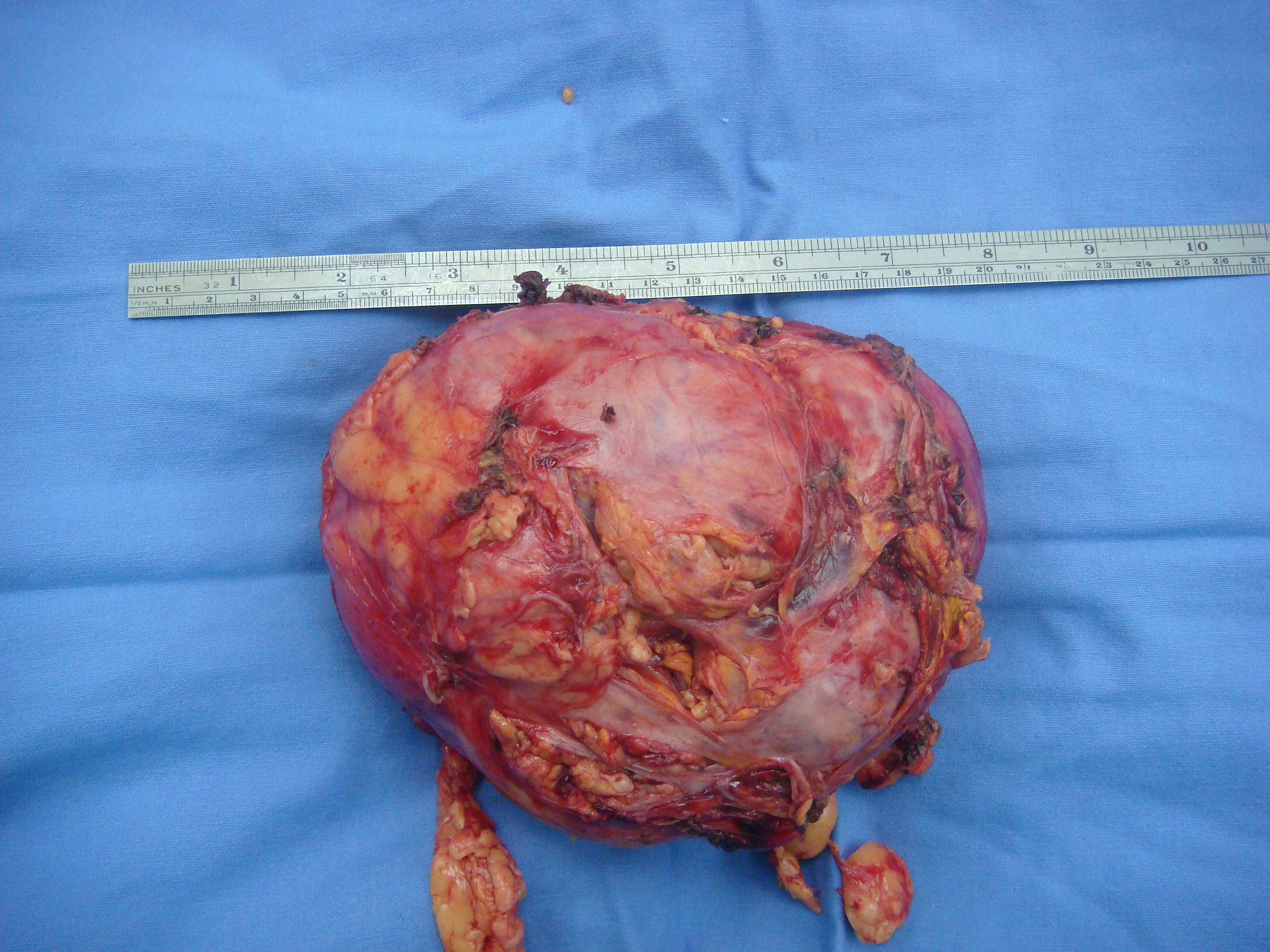
Usunięty guz nadnercza

## Ważniejsze wskazania do wykonania zabiegu adrenalektomii
- guz chromochłonny nadnerczy (pheochromocytoma)[2]
- gruczolak (adenoma) z współistniejącym często zespołem Conna[3][4]
- nowotwór nadnercza[5][6]
- rozrost nadnercza[7]
- neuroblastoma[8]

## Metody operacyjne
- klasyczna adrenalektomia przezotrzewnowa[9][10]
- klasyczna adrenalektomia pozaotrzewnowa[10]
- laparoskopowa adrenalektomia przezotrzewnowa (przezbrzuszna)[11]
- wideoskopowa adrenalektomia pozaotrzewnowa z dojścia bocznego[9]
- wideoskopowa adrenalektomia pozaotrzewnowa z dojścia tylnego[6][11]

Po obustronnej adrenalektomii konieczna dożywotnia suplementacja niezbędnych do życia hormonów kory nadnerczy (kortyzol, mineralokortykoidy).